# Fülöpszállás
Fülöpszállás község Bács-Kiskun vármegye Kiskőrösi járásában. A település népessége az évszázadok során többször is jelentősen lecsökkent, és megváltozott. Lakói voltak az ősi kun betelepülők, és jelentős szerepet játszottak az újjáépítésekben és a közösségformálásban a református vallásra áttért ősök.

## Fekvése
Fülöpszállás a Kiskunsági-homokháton található, a vármegye északnyugati részén, Kecskeméttől 35 kilométerre nyugatra, nagyjából félúton a megyeszékhely és Dunaföldvár között.
A szomszédos települések: észak felől Szabadszállás, kelet felől Izsák, dél felől Soltszentimre, délnyugat felől Dunatetétlen, nyugat felől pedig Solt. Közigazgatási területe északkeleten messzire elnyúlik a központjától, így abban az irányban érintkezik még Fülöpháza és Ágasegyháza határszélével is.
Közigazgatási területének nyugati részén terül el a Kiskunsági Nemzeti Park Felső-kiskunsági-tavak nevű (több községhatárra is kiterjedő) területrésze.

### Megközelítése
A település jó közlekedési kapcsolatokkal rendelkezik, közúti és vasúti elérhetőség tekintetében egyaránt. Közúton a legfontosabb megközelítési útvonala a Kecskeméttől Solton át a Dunántúl felé vezető 52-es főút, amely a belterületének északi széle közelében halad el. Központján kelet–nyugati irányban az 5304-es út vezet végig – ez mindkét végpontján az 52-eshez csatlakozik –, észak-déli irányban pedig a Szabadszállástól Kaskantyúig vezető 5217-es út. Külterületeit keleten átszeli még az 5203-as út is.
A hazai vasútvonalak közül a települést a MÁV 150-es számú Budapest–Kelebia-vasútvonala érinti, és innen indult a megyeszékhely irányába a 152-es számú Fülöpszállás–Kecskemét-vasútvonal is, de utóbbin 2007-ben megszűnt a személyforgalom. A két vonal közös állomása, Fülöpszállás vasútállomás a belterület keleti szélén helyezkedik el, az 5217-es és 5304-es utak közös szakaszának vasúti keresztezésétől északra.

## Története
Fülöpszállás a legősibb kiskun települések egyike, közel 900 éves múltra tekinthet vissza. Történeti érdekesség, hogy az itt található magasabb halmokból több évezredes kultúrák leletei kerültek már elő, és avar kori temetkezési helyet is feltártak a régészek. Első ismert írásos említése II. István uralkodásának idejéből, 1124-re datálható. A kunok betelepülésének időszakában, amikor még mocsarak és nádasok borították ezt a vidéket, területileg hozzá tartozott a mai Fülöpháza, Kerekegyháza, Kunadacs, Jakabszállás, és Fülöpjakab nagy része is. A falut ebben az időben Buzgánszállásnak nevezték. Mai neve IV. László uralkodása idejéből származik és Fülöp fermói püspökről kapta, aki a tatárjárás után véglegesen letelepedő kunokat érkezett a kereszténységségre téríteni.
A települést Kócpönögeként is említik a szomszéd települések lakói, de ez valójában csúfolódás. A fülöpszállási legények ugyanis olyan sarkantyút viseltek, mely jellegzetes hangot adott járás vagy tánc közben. Ez a zaj a pöngés adott okot arra, hogy a település lakóit kócpönögeieknek nevezték a környező falvakban. Ezt természetesen célszerű volt az itt lakók háta mögött emlegetni, mert különben könnyen kaphatott egy kiadós verést a csúfolódó.
A négy északi kunkapitányság közül az egyik legjelentősebb volt a fülöpszállási. Bár a Pestre vezető út erre haladt, a törökök az ingoványos területek miatt inkább elkerülték ezt a vidéket. A török hódoltság másfél százados időszaka alatt a fő útvonalaktól távol esett ugyan a település, azért lakosságának létszáma csökkent a háborúskodás és a török rabszíjak következtében, hiszen sokan végezték a hódoltság más részein rabszolgaként. Pontos népességszámára utaló adatokat a református egyházi okmányokban lehet találni, hiszen az egyházközséget 1563-tól már rendszeresen megemlítik először a Solti Seniorátusban Filepszállás néven. A 18. század közepéig Fülöpszállás volt a legnépesebb kun község, amely a többihez hasonlóan 1745-ben megváltotta magát. A Rákóczi-szabadságharc idejére azonban a község lakossága szétszóródott még a templomot is felégették. A szabadságharc idején Bottyán János is járt a település környékén csapataival. Az egyházi jegyzőkönyv szerint hét és fél évig volt a falu lakossága szétszóródva, száműzetésben. Egyrészt a szabadságharc miatt, másrészt a rácok támadásai miatt, akik 1703-ban, 1704-ben és végül 1707-ben kirabolták házaikat, elhajtották állataikat. Ezt az állítást a 7 és fél éves menekülést igazolja, hogy az 1713–as nagykőrösi zsinaton Fülöpszállás lelkésze nem volt jelen. Bél Mátyás írása szerint „1713–ban tértek vissza tűzhelyeikhez” a fülöpszállásiak. A Német Lovagrend kimutatása szerint mindössze 67 lélek.
Amikor helyreállt az ország nyugalma a fülöpszállásiak is visszatértek községükbe. A település lakói kiváltságaikhoz sokáig ragaszkodtak, és a szabadszállásiakkal ellentétben idegent a község területére nem szívesen engedtek. Ez az elzárkózás azt eredményezte, hogy más községbeliekkel való keveredés később indult meg és akkor is főleg szabadszállási és kunszentmiklósi lányokat vettek el az itt élő férfiak. Dr. Henkey Gyula 1961-ben tanulmányt készített a Fülöpszállási kunok embertani vizsgálata címmel.
A 18. századi népességváltozások áttekintésénél az országot is sújtó járványok is tizedelték a lakosságot. Ez nem kerülte el Fülöpszállást sem, így 1731-ben kolerajárványban 186-an, majd 1749-ben pestisben 326-an haltak meg. A járványok majd a természeti csapások 1838 és 1850 években dunai árvíz pusztított, de ezek sem gátolták meg a települést a fejlődésben. Elérte fejlődésének fénykorát és 1826 és 1876 között mezővárosi rangja volt Fülöpszállásnak.

### A világháborúk vérzivatara
A 20. század fordulójára lakóinak száma elérte az ötezret, túlnyomórészt református lakókkal. A betelepülő nem református eredetű családok „gyengeségére” jellemző, hogy templomuk 1933-ban épült csak meg. A katolikusok megjelenésével párhuzamban meg kell említeni a településre költöző cigányságot is, amely a környező településektől eltérően nem alkot „telepet”, csupán pár család képezi közösségüket.
Az első világháború előtti fejlődést és polgárosodást jelzi továbbá, hogy megjelent a településen a zsidóság. Az 1848-as forradalmat megelőzően a környező települések még jellemzően nem engedték meg a zsidóknak a letelepedést, sőt éjjeli szállást sem kaphattak itt, úgyhogy ha a szomszédos községekből vásárok alkalmával idejöttek, még az éjszaka beállta előtt távozniuk kellett. A szabadságharc után megszűnt ez a tilalom, így hitközséget is alakíthattak, amely a szabadszállásival alkotott anyakönyvi területet, és 1862. évi nyilvántartásuk alapján lélekszáma 79 fő, a családok száma 38 volt. Foglalkozás szerint: 3 gazdálkodó, 1 szabadpályán lévő, 14 kereskedő, 1 ügyvéd, 1 orvos, 8 iparos, 9 magánzó és 1 egyéb.
Az első világháborúban 219 katonája esett el a községnek, a hősi halottak nevét a tiszteletükre emelt emlékművön örökítették meg. A második világháború idején az előre, majd a visszavonuló front okozott sok sanyarúságot az itt élőknek. Ekkor igazoltan 89-en estek el, akiknek nevét szintén az emlékmű őrzi, amelynek eredetijét Kallós Ede szobrászművész készítette 1925 körül.
A nem „igazolt” áldozatok számát nehéz megbecsülni, mivel jelentős számban el is menekültek innen lakosok. A település teljes zsidó lakosságát haláltáborokba deportálták. A kis számú izraelita túlélő már nem alkotott többé hitközséget, számszerűsíthető visszatérésükről sem lehet beszélni.

### A második világháborút követő megtorlások
A szovjet megszállók garázdálkodása és bosszúja nem kerülte el a helyieket sem. A településről 23 férfit és 9 nőt hurcoltak el málenkij robotra.
A máshol is jellemző rabláson túlmenően is történtek atrocitások. Például Vizy László lányát orosz katonák megbecstelenítették, és több más erőszakos cselekményt is követtek el nők sérelmére a faluban. Az erőszaktevő orosz katonák ellen a helybeli férfiak felléptek, és dulakodás közben kettejüket agyonlőtték. A kommunista önkényuralmi rendszer megtorló gépezete emiatt fellépett az érintettek ellen. Ez volt az úgynevezett fülöpszállási ügy, mely az Államvédelmi Hatóság rémtetteinek sorába tartozik.
A vád szerint 1945–47 között két vöröskatonát öltek meg, és ezt követően még szervezkedtek is a helyiek. Az eljárásban öt főt vádoltak meg, közülük Söröss István és Vizy József gazdálkodókat, akiket 1951 decemberében halálra ítéltek, és 1952. július 9-én kivégeztek. Továbbá Kőműves Sándort 12 év, Söröss Imrét, István fiát 8 év börtönbüntetésre ítélték. A történethez hozzátartozik még, hogy a megerőszakolt Vizy lány belehalt a katoná(k)tól kapott fertőzés következményeibe. Söröss Imre az 1956-os forradalom alatt kiszabadult a fogságból, és részt vett az ellenállásban. Azt mondta „Van valami fizetnivalóm az apámért.” Itteni szerepe miatt a forradalom leverése után halálra ítélték, és 1957-ben kivégezték. A falu lakói közül az 1956-os mártírok és meghurcoltak tiszteletére emlékművet állítottak, amelynek tanúsága szerint Berecz Györgyöt kivégezték, Kesik Károly elesett, Szalai Sándorné elesett, B Horváth Jánost, dr. Berecz Árpádot, Gergely Imrét, Gombos Sándornét, Simon Gyulát, Szegedi Imrét és dr. Szőnyi Gyulát bebörtönözték.

### Fülöpszállás a szocializmusban
A második világháború utáni időszakban a település jellegét tekintve teljesen mezőgazdaságira váltott, és folyamatos lakosságcsökkenés jellemezte. Ipari beruházás alig történt. Legjelentősebb munkaadóként 1960-ban összevonásokkal a gazdálkodóktól elkobzott földeken megalakult a Vörös Csillag Tsz. A korábbi malomban helyet kapó Fővárosi Vasipari Vállalat, később a Mechanikai Gépgyár irodagép-szerelő üzeme, kiépült a DÉMÁSZ központja, és a helyi boltokat valamint vendéglátó egységeket az ÁFÉSZ vette kézbe, amelyek mára meg is szűntek, átalakultak vagy elköltöztek a településről. Az 1980-as évekre szintén megszűnt a faluban működő mezőgazdasági szakmunkásiskola (1963–1980). Jelentősebb munkahelyek még az 1950-től üzemelő Gabonatermesztési Kutató Intézet helyi kísérleti telepe és az 1958-tól önálló pénzintézetként működő Rónasági Takarékszövetkezet.

## Napjainkban
A mai Fülöpszállás – amelynek területe 9132 hektár – minden infrastrukturális adottsággal rendelkezik. Kiépítették a vezetékes ivóvíz-, illetve szennyvízcsatorna-hálózatát, és minden belterületi útja aszfaltburkolattal van ellátva.
A község református temploma 1740-től 1789-ig épült. A műemléki épület ritkaságnak számító orgonája az 1920-as években készült, és a mai napig is működik. A hangszer érdekessége, hogy 90%-ban fasípokból épült, ebből a típusból pedig ez az egyik legrégebbi az országban. A közel 2000 fő befogadására alkalmas templom tornya 50 méter magas, és 2007-ben történt nagyobb felújítás rajta. További felújításokat terveztek 2012-ben, melyhez 25 millió forintos külső támogatást nyert el az egyházközösség.
A katolikus Szent Fülöp-templom 1933-ban épült, és 2005-ben fejeződött be teljes körű felújítása. A rekonstrukcióhoz SAPARD-pályázaton nyert jelentős összeget a helyi plébánia. Vass-Eysen Ervin tervei alapján újult meg az épület, amelynek szinte csak a falai maradtak meg. Kívül és belül is teljesen új arculatot kapott, a beruházás keretében pedig a korábbi haranglábak helyett végre tornya is lett a kis templomnak.

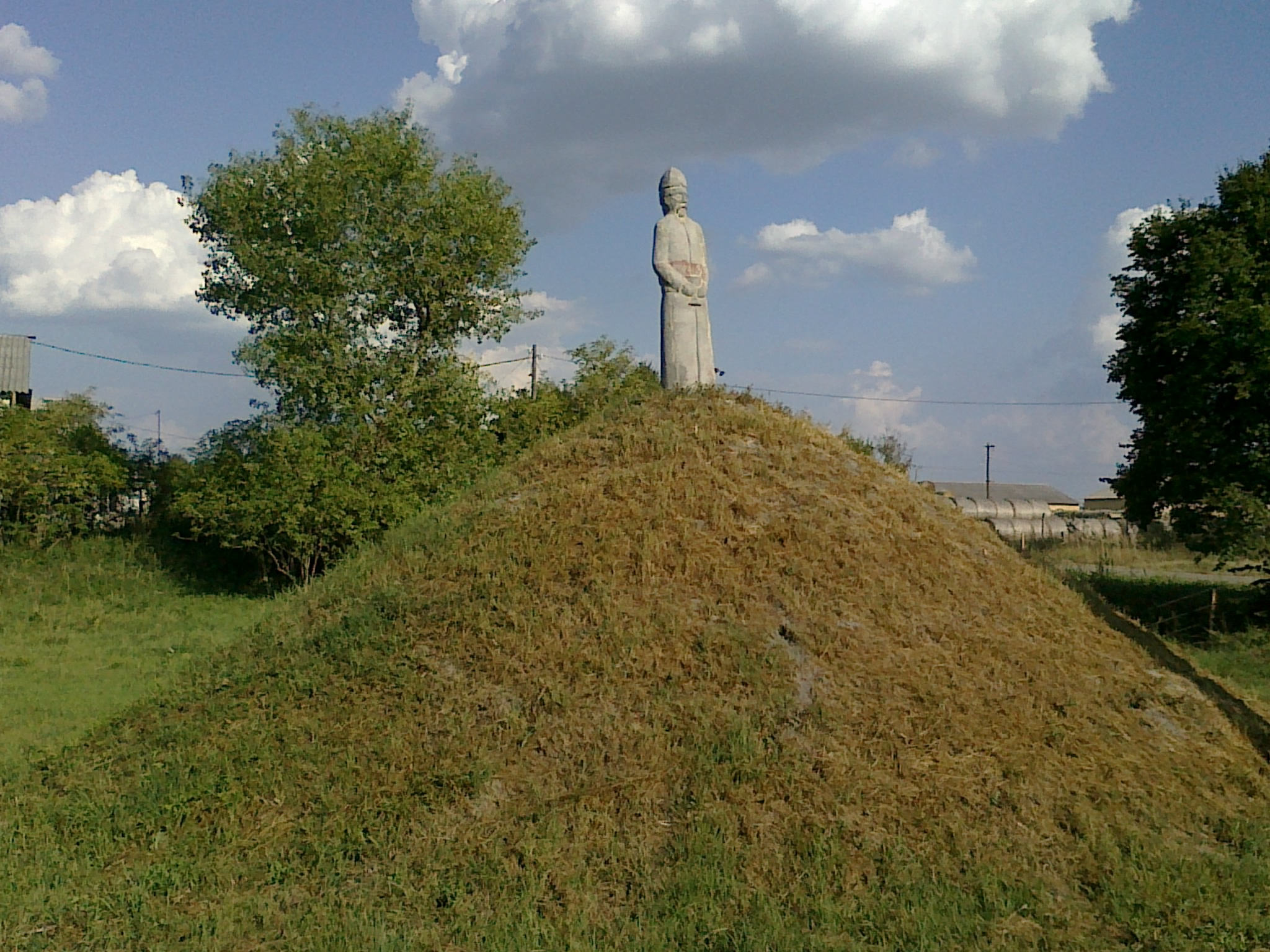
Kunhalom Fülöpszállás határában

Nevezetesek a falu református temetőjében található sok kopjafa. Ez a fajta temetkezés nagyon ritka, hiszen az erdélyi kalotaszegi és néhány alföldi település mellett csak itt volt szokás, hogy a halottak tiszteletére díszesen faragott kopjafát állítottak. A település környékén több kunhalom is található, ilyenek a Kunjakabkorhán és a Szabadszállással közös határban lévő Korhándülő és Korhánszék kunhalmai.
Fülöpszállás mezőgazdasági jellegű település. A község területén átfolyik a Duna-völgyi-főcsatorna, illetve a Kígyós öntözőcsatorna, és az ezekbe torkolló kisebb csatornák is kiváló horgászhelyeket kínálnak. Az úgynevezett „Kos-Tök” kígyósi holtvíz is közkedvelt hely a horgászok és a pihenésre vágyó kirándulók számára. A település határában találhatóak a Kiskunsági Nemzeti Park területéhez tartozó szikes tavak: a „Kelemen-szék” és a „Fehér-szék”, amelyek Európában egyedülálló, gazdag madárvilágnak adnak otthont. A madarakat egy magas kilátóból figyelhetik meg a szakemberek, illetve a turisták.
A környék legjelentősebb – turisztikai látványosságot is kínáló – vendéglátóhelye a Biczó Csárda, amely az 52-es számú főúttól nem messze található. A hagyományos magyar konyha ízei mellett a gazdag lovas programok csalogatják ide a külföldi és a belföldi turistákat, akik megcsodálhatják a Közép-Európában egyedülálló lipicai ménest is, közel száz gyönyörű lóval. A hangulatos környezetben, különleges finomságokkal várja a vendégeket a Kígyós Csárda, amely felújítása után már szállást is ajánl a vendégeknek. A Sofőr Csárdát gyors és finom ételeivel főként az átutazók előnyben. A változatos specialitásokat kínáló Kurjantó Csárda mellett vadászház, illetve panzió működik. Rendkívül népszerű – elsősorban a külföldi vadászok körében – a Dörgicsei kastély, ahol gyönyörű környezetben kapcsolódhatnak ki a vendégek.
Fülöpszállást pezsgő közösségi élet jellemzi, hagyományos rendezvényein sokan vesznek részt. Augusztus 20-a község egyik legfontosabb ünnepe. Ilyenkor rendezik meg a hagyományos Falu Napokat számtalan színes programmal, a rendezvényen pedig bemutatkoznak a község legtehetségesebb fiataljai, az öntevékeny csoportok tagjai. Minden évben megrendezik az Idősek Napját is, és a település ad otthont az országos szkanderbajnokság döntőjének is. A helyi szkanderegyesület a magyar bajnoki cím többszörös védője, Kelemen László a csoport egyik szervezője feltaláló is egyben, az általa készített szkander- illetve kondicionáló gépek nemzetközileg is ismertek.
A település hírnevét öregbíti, hogy Fülöpszálláson működik egy országos lefedettséget felmutató szoftverfejlesztő cég, a CIN Számítástechnika és Szoftverház, amit Járdi Mihály programozó alapított.
A településnek a Magyar Köztársaság Helységnévtára 2009-es adatai alapján 2357 lakója és 1287 lakóháza van.

## Közélete

### Polgármesterei
- 1990–1994: Cseh Szakáll Sándor (FKgP–MDF-Országos Gazdaszövetség)[18]
- 1994–1998: Cseh Szakáll Sándor (FKgP)[19]
- 1998–2002: Varga István (független)[20]
- 2002–2006: Cseh-Szakáll Sándor (független)[21]
- 2006–2010: Cseh Szakáll Sándor (független)[22]
- 2010–2014: Gubacsi Gyula (független)[23]
- 2014–2019: Gubacsi Gyula (független)[24]
- 2019–2024: Gubacsi Gyula (Fidesz–KDNP-Nemzeti Fórum Egyesület)[25]
- 2024– : Gubacsi Gyula (Fidesz–KDNP-Nemzeti Fórum Egyesület)[1]

## Népessége
A település népességének változása:
| Lakosok száma | 2201 | 2152 | 2103 | 2064 | 2257 | 2241 | 2224 |
|               | 2013 | 2014 | 2018 | 2021 | 2022 | 2023 | 2024 |

A 2011-es népszámlálás során a lakosok 96,1%-a magyarnak, 1,7% cigánynak, 0,2% németnek mondta magát (3,8% nem nyilatkozott; a kettős identitások miatt a végösszeg nagyobb lehet 100%-nál). A vallási megoszlás a következő volt: református 41%, katolikus 36,4%, evangélikus 0,4%, görögkatolikus 0,1%, felekezeten kívüli 10,2% (10,8% nem nyilatkozott).
2022-ben a lakosság 90,1%-a vallotta magát magyarnak, 1,5% cigánynak, 0,4% németnek, 0,3% románnak, 0,2% ukránnak, 0,1% bolgárnak, 0,1% szerbnek, 1,4% egyéb, nem hazai nemzetiségűnek (9,7% nem nyilatkozott; a kettős identitások miatt a végösszeg nagyobb lehet 100%-nál). Vallásuk szerint 26,5% volt református, 20,3% római katolikus, 0,5% evangélikus, 0,3% görög katolikus, 0,7% egyéb keresztény, 2,3% egyéb katolikus, 14,2% felekezeten kívüli (35% nem válaszolt).

## Nevezetességei
- Református templom (barokk stílusú, 1750-ben épült)
- Római katolikus templom (barokk homlokzatú)
- Községháza (1908-ban épült Herpai Vilmos támogatásával)
- Kopjafái a református temetőben.
- Kunhalmai
- Kostök-holtág

## Híres emberek
| - Herpai Vilmos jegyző - Petrovics István (1791–1849) mészárosmester, Petőfi Sándor apja - Székely István (1809–1883) pusztabíró - Fajszi Károly (1911–2004) eszperantista, a Fajszi Gyűjtemény létrehozója | - Faragó András (1919–1993) magyar operaénekes - Kasztovszky Béla (1942–) magyar sci-fi-író - Kelemen László (1973–) szkander világbajnoki ezüstérmes, vállalkozó |  |

### Híres fülöpszállási református lelkészek
| - Dallos István lelkész a településen (1740–) - Némedi János lelkész a településen (1687–1693) - Danóczi János (?–1695) lelkész a településen (1693–1695) - Inczédi István lelkész a településen (1695–1700?) - Földvári Mihály lelkész a településen - Kecskeméti József lelkész a településen - Kecskeméti Pál lelkész a településen (1718–) - Kecskeméti Dániel lelkész a településen (1729–1737) - Komáromi Dallos István (?–1782) lelkész a településen (1740–1782) | - Ember Pál lelkész a településen - Tóth Ferenc lelkész a településen (1792–1810) - Császári Lósi Pál lelkész a településen (1810–?) - Báthory Gábor (1798–1862) lelkész a településen (?–1835) - Pordán János (?–1850) lelkész a településen (1836–1850) - Koczóh Ferenc (?–1860) lelkész a településen (1852–1860) - Beleváry Ferenc (1801–1878) lelkész a településen - Benedek László (1805–1880) lelkész a településen - Somogyi József (?–1966) lelkész a településen (1912–1953) |  |

## Fülöpszállás képekben

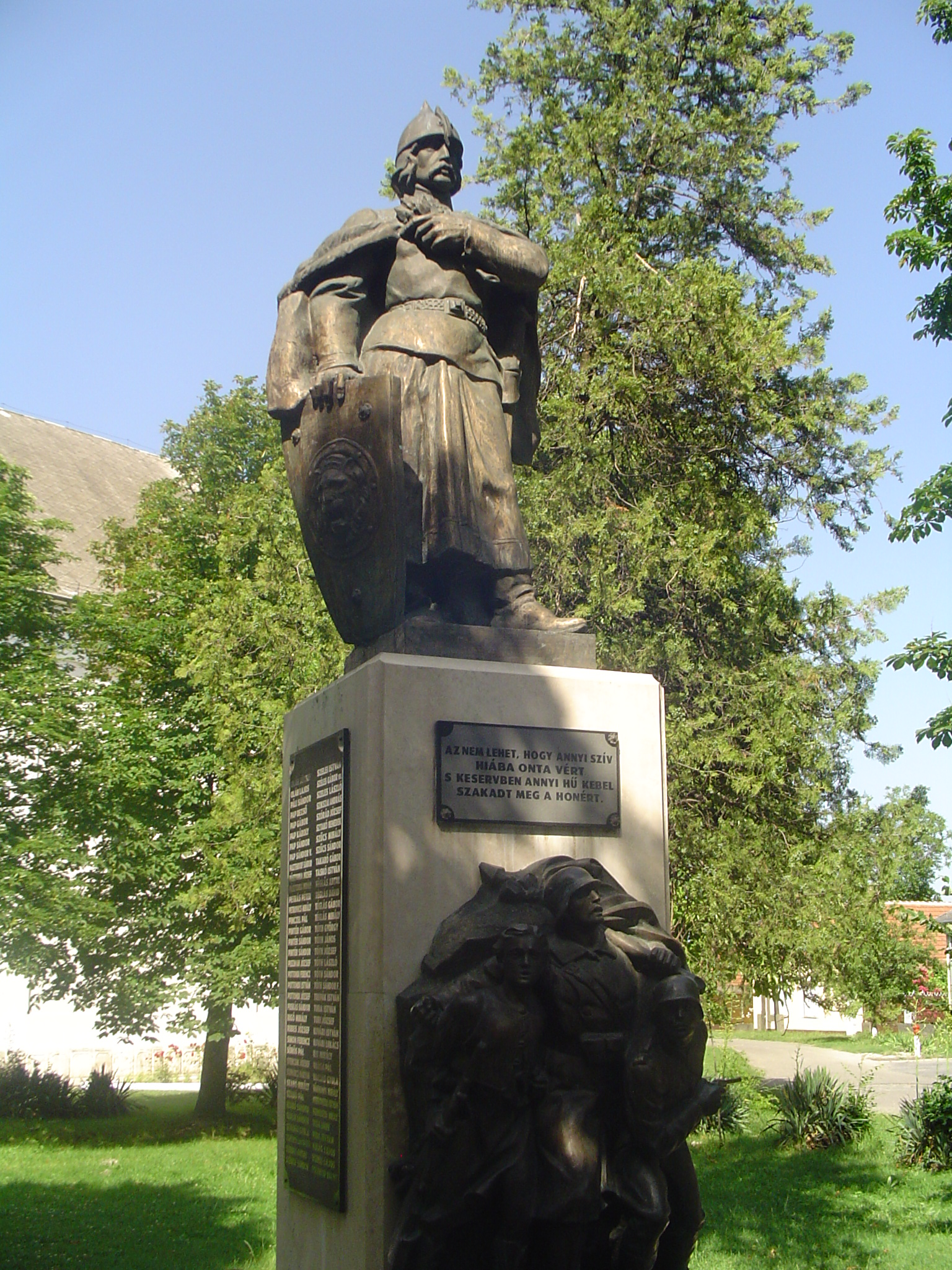
A Kalós Ede készítette Hősi Emlékmű
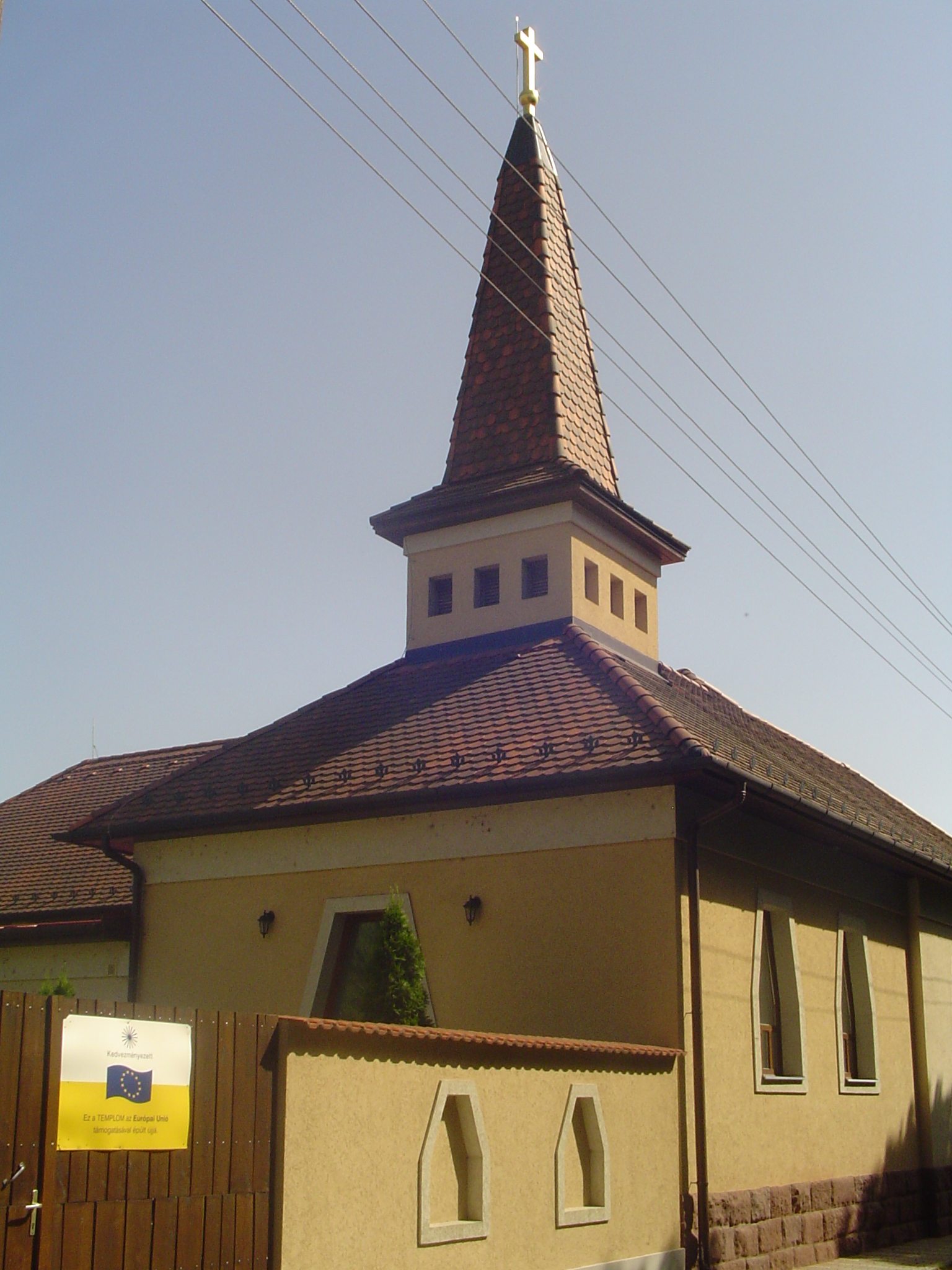
A felújított katolikus templom.
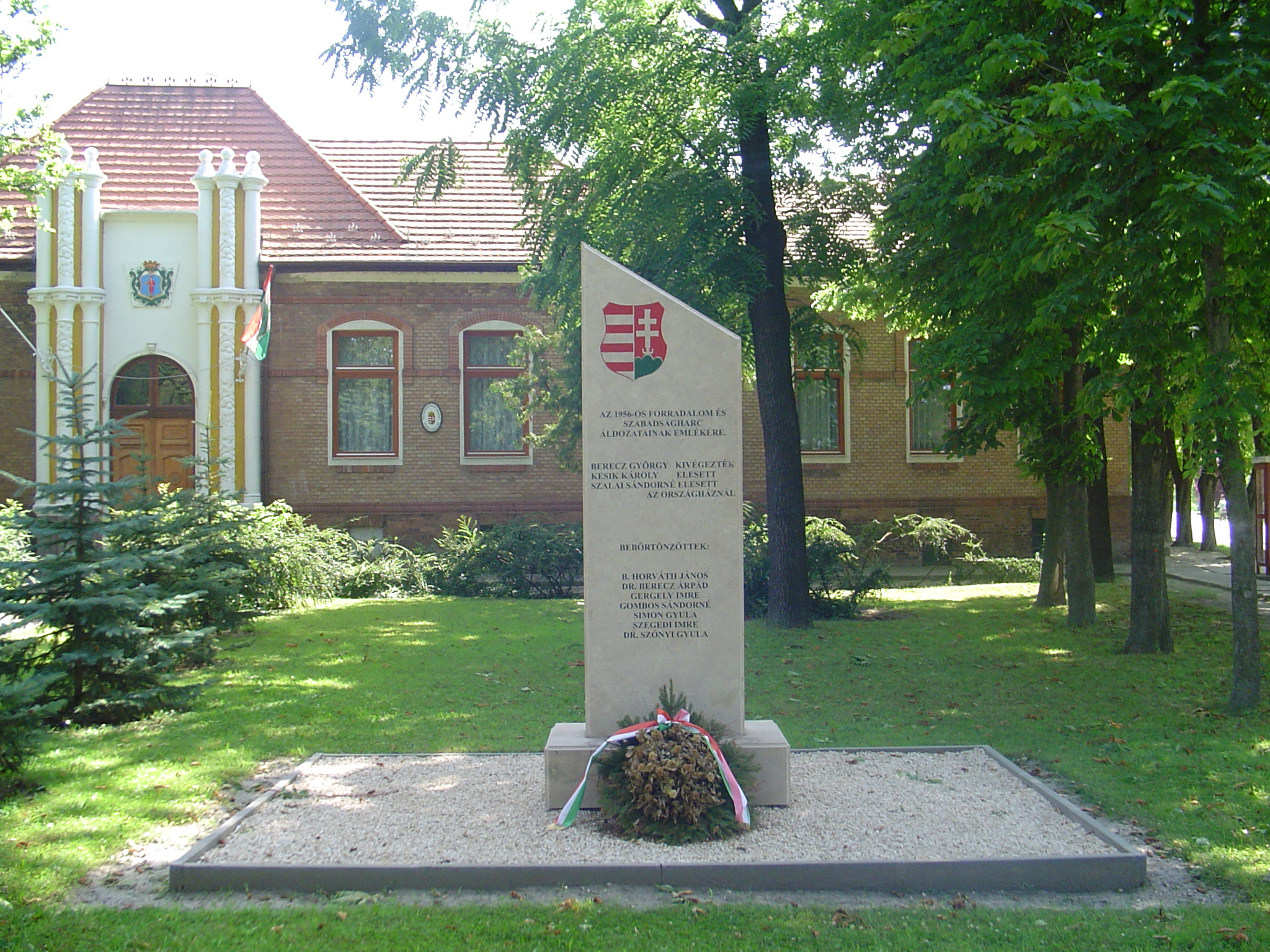
1956-os emlékmű hátterében a Polgármesteri Hivatal
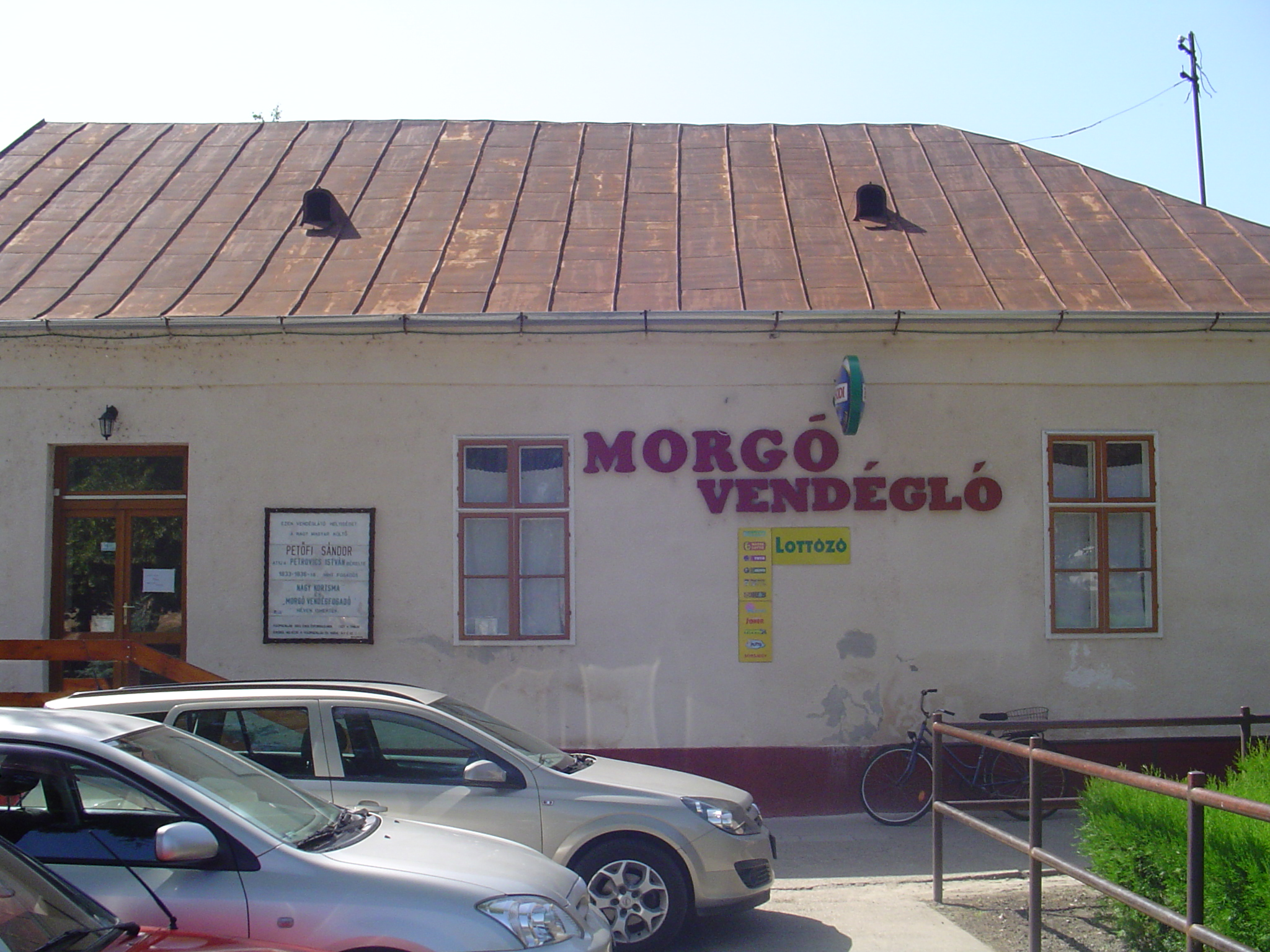
Morgó Vendéglő
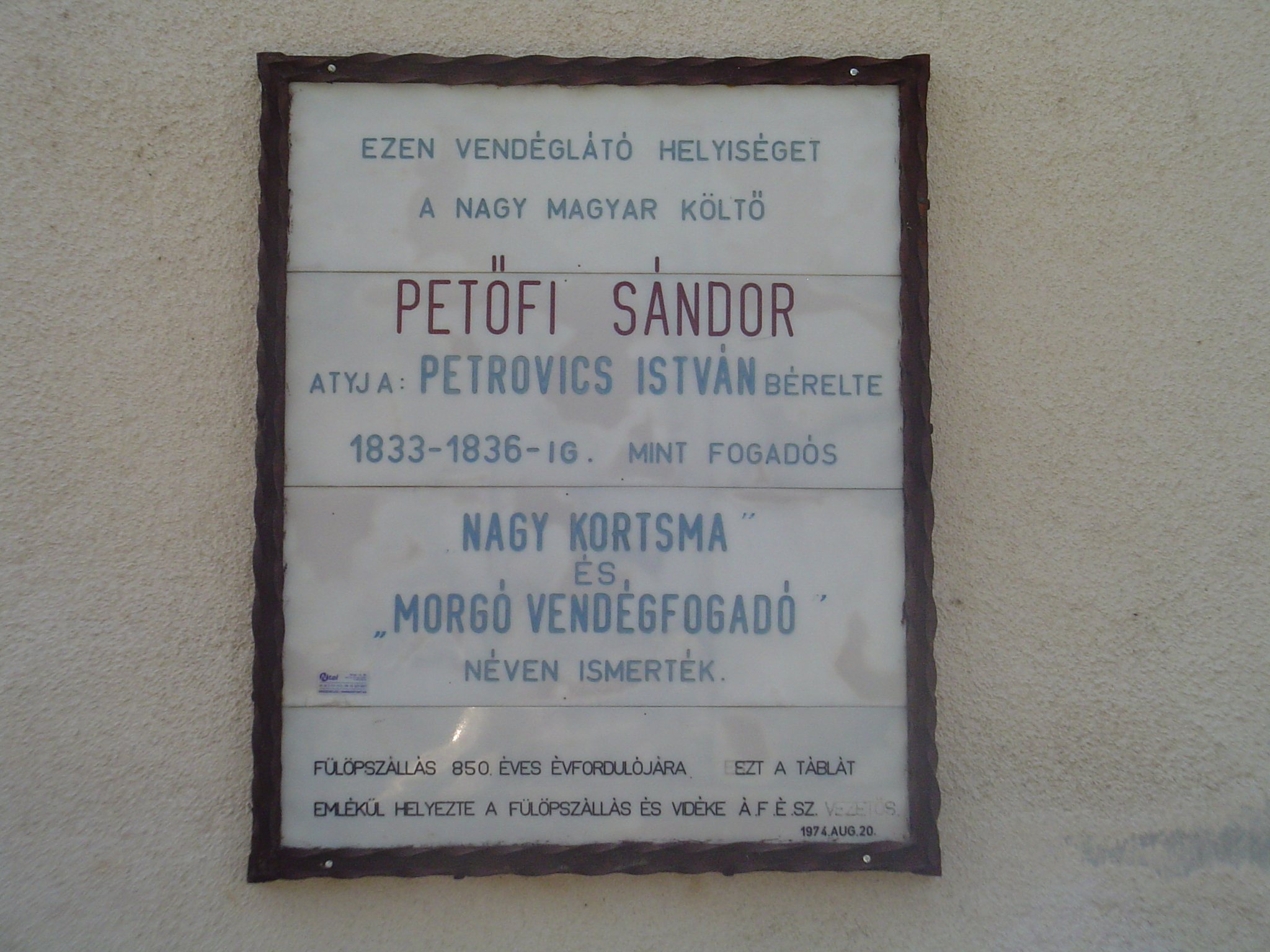
Emléktábla a Morgó Vendéglő falán
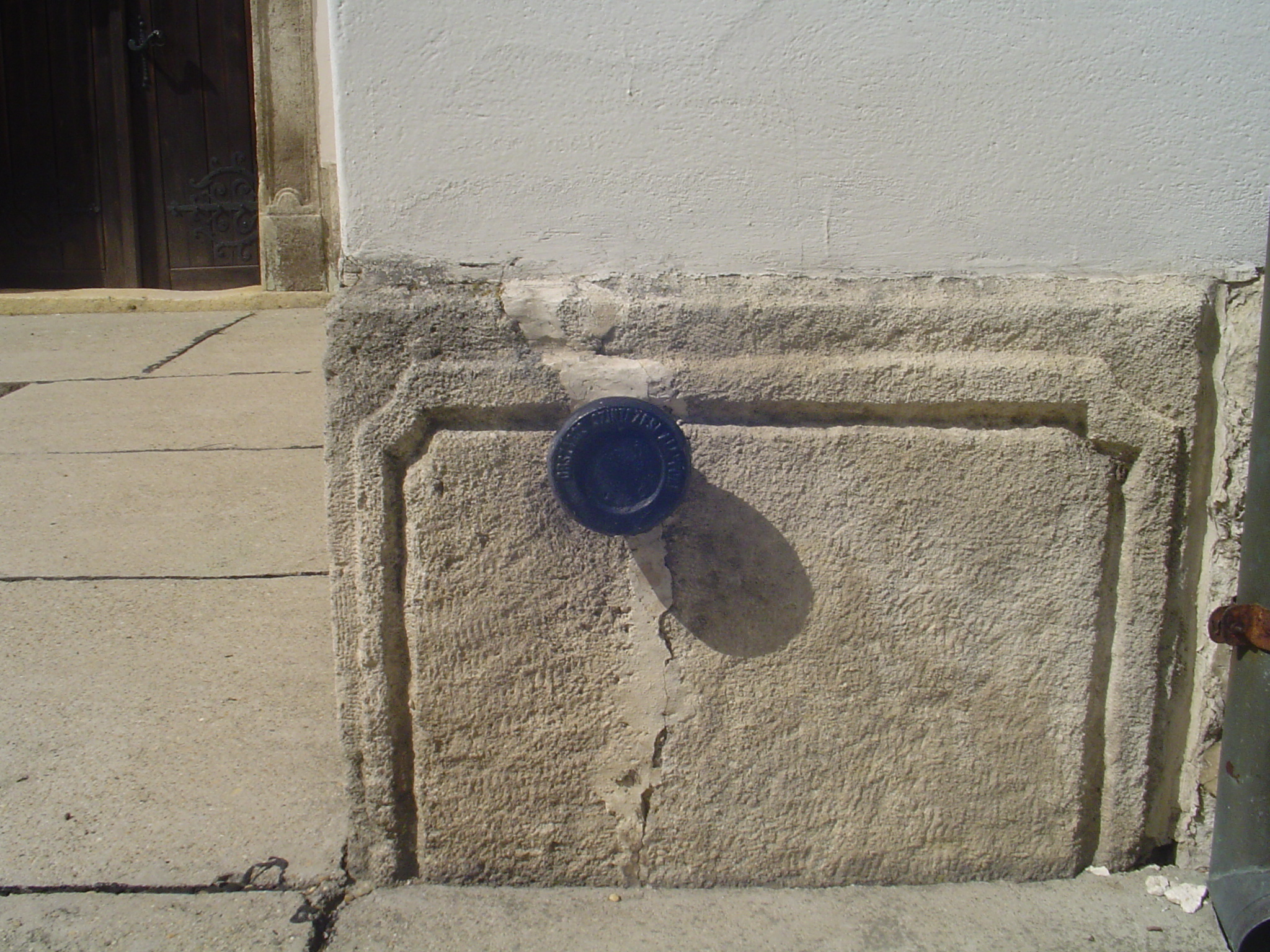
Szintezési pont a református templom oldalában
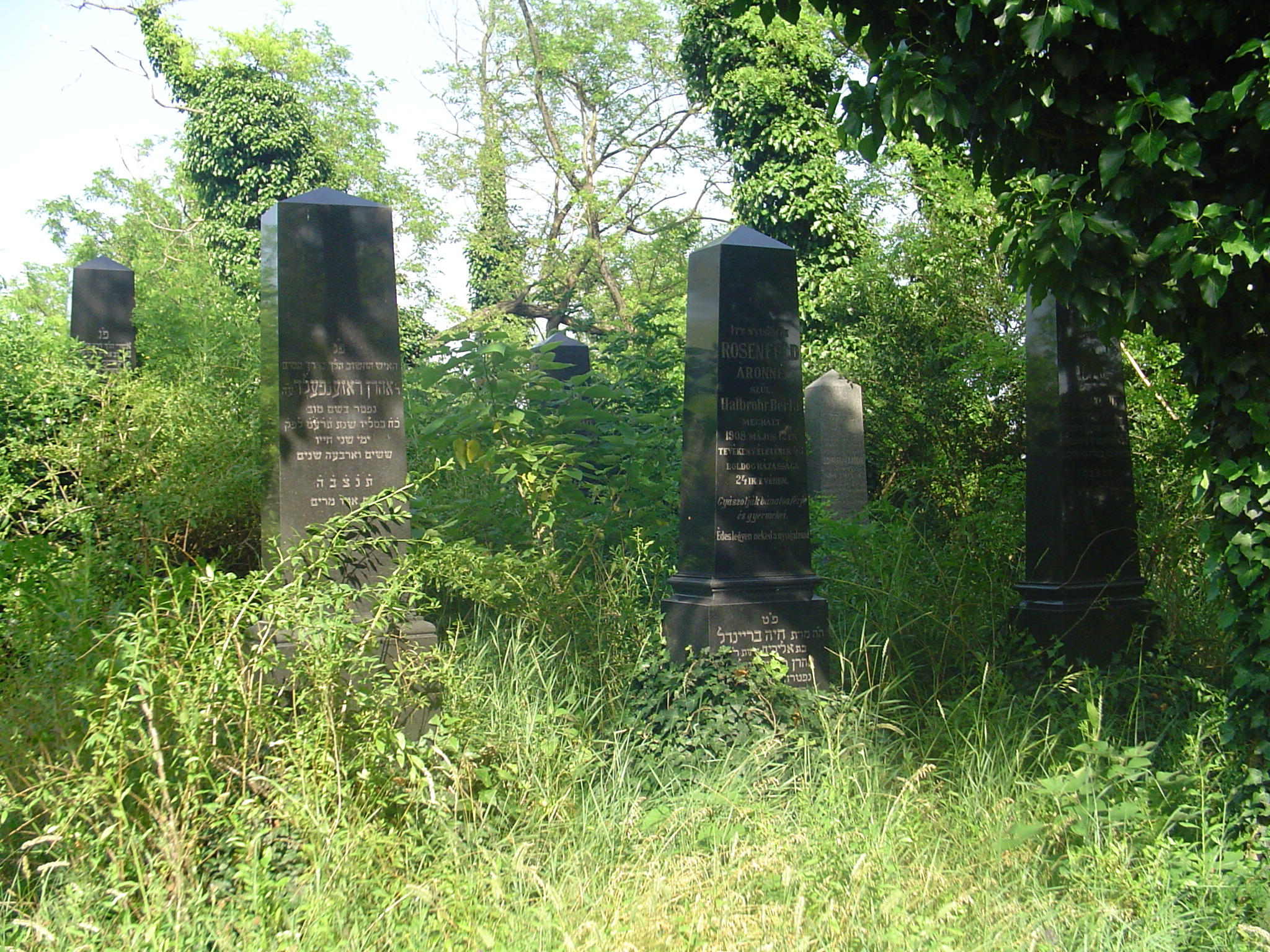
Zsidótemető, 1. részlet
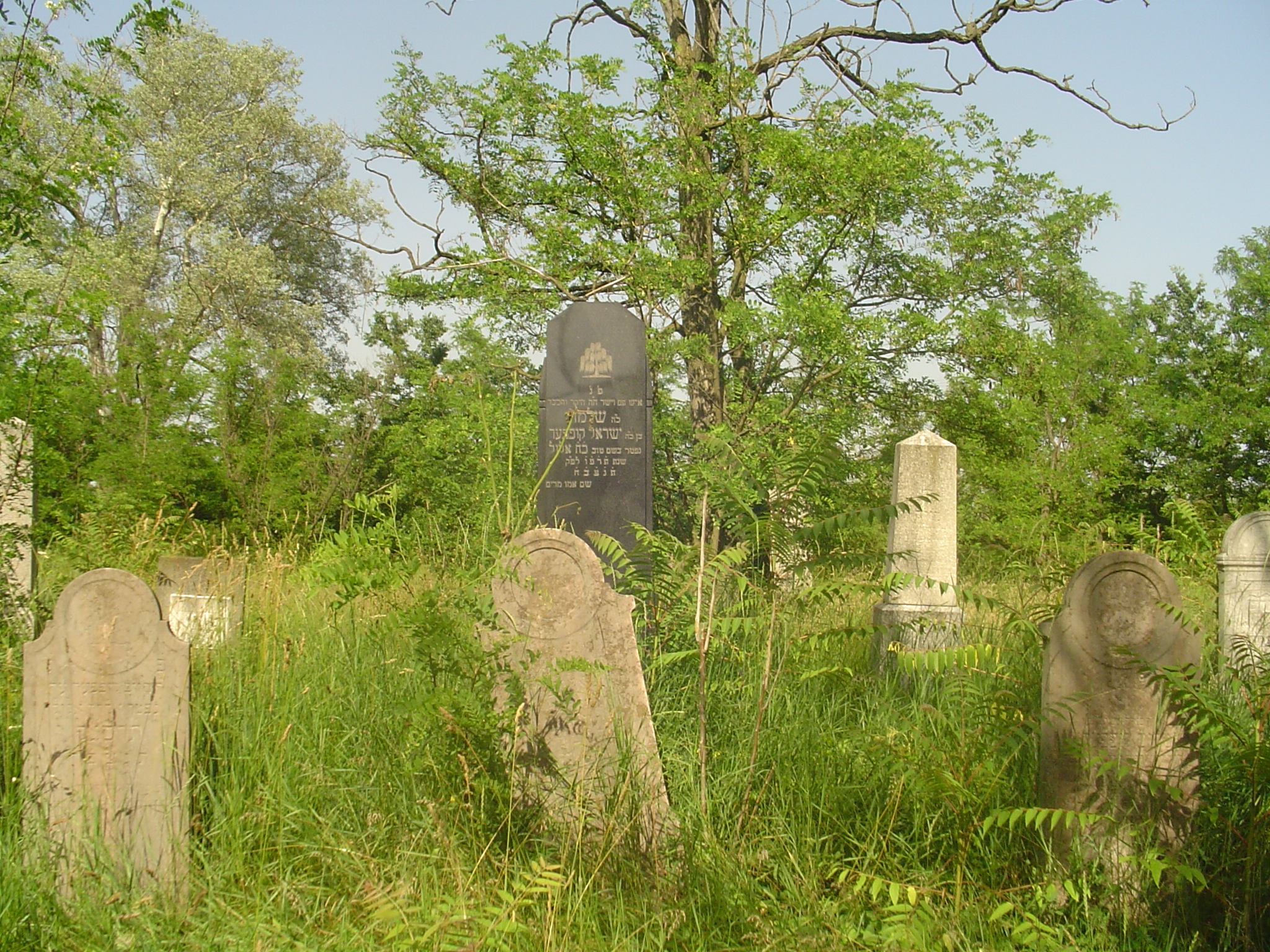
Zsidótemető, 2. részlet
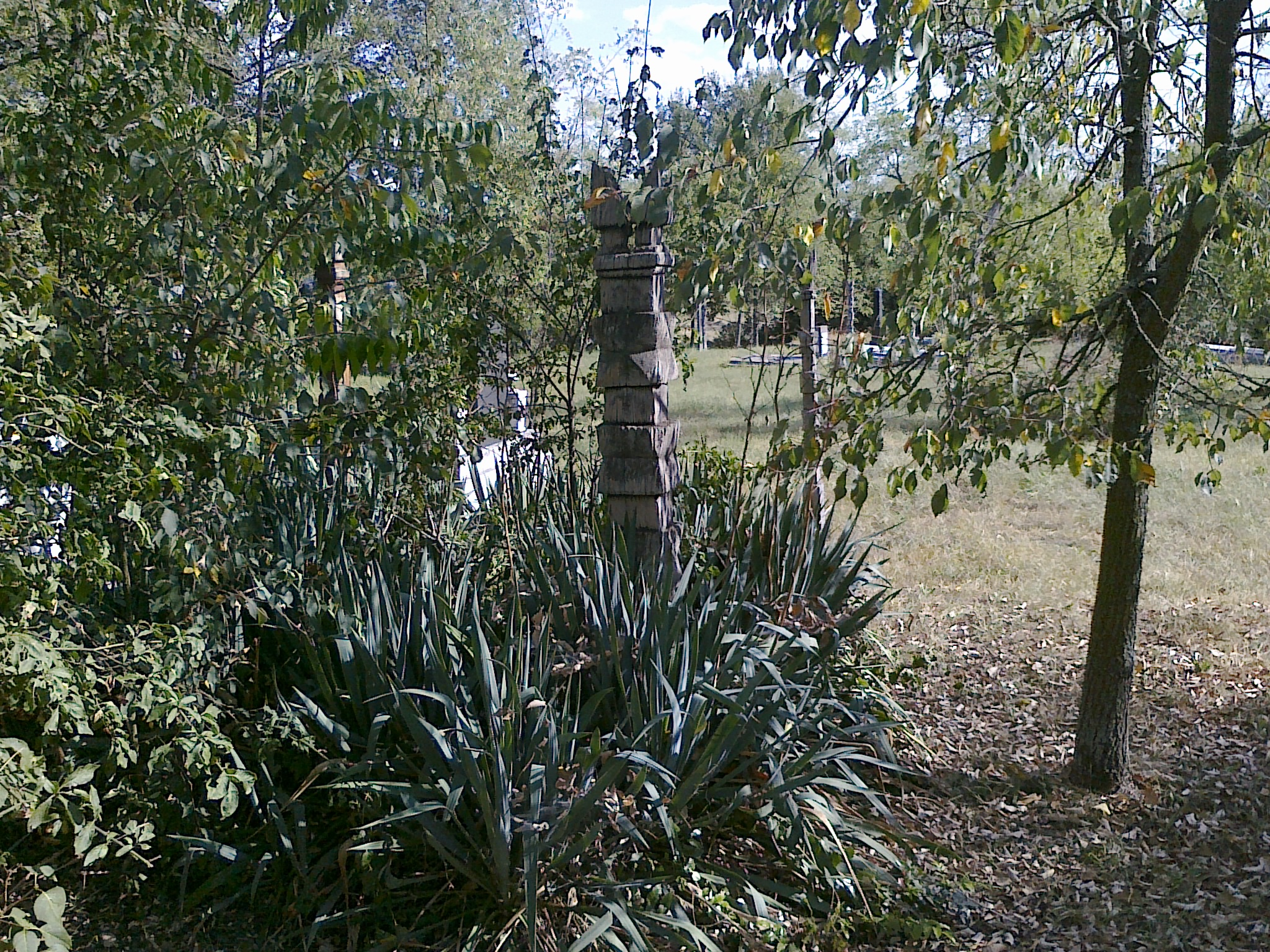
Kopjafák a falu temetőjében 1.
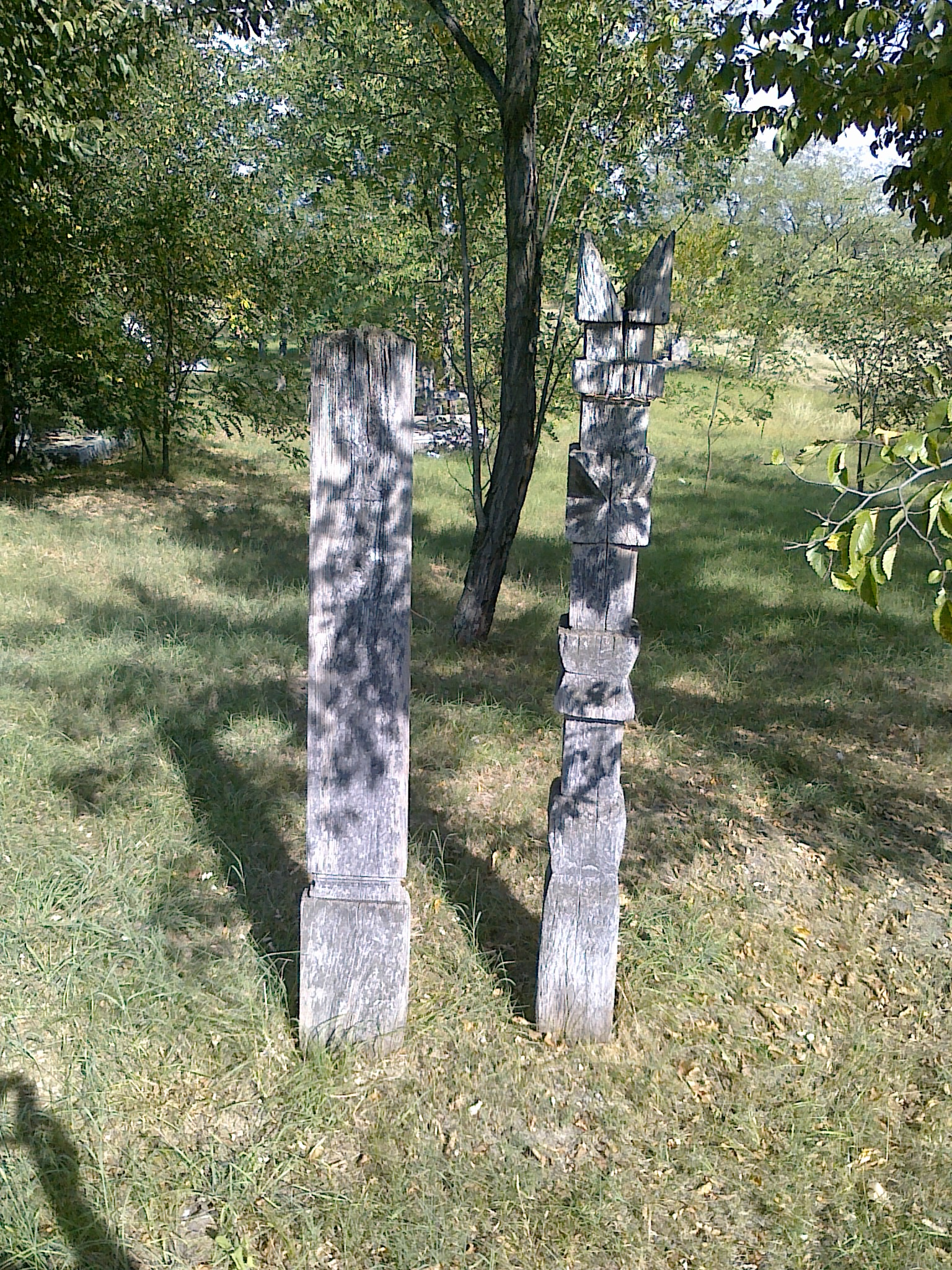
Kopjafák a falu temetőjében 2.
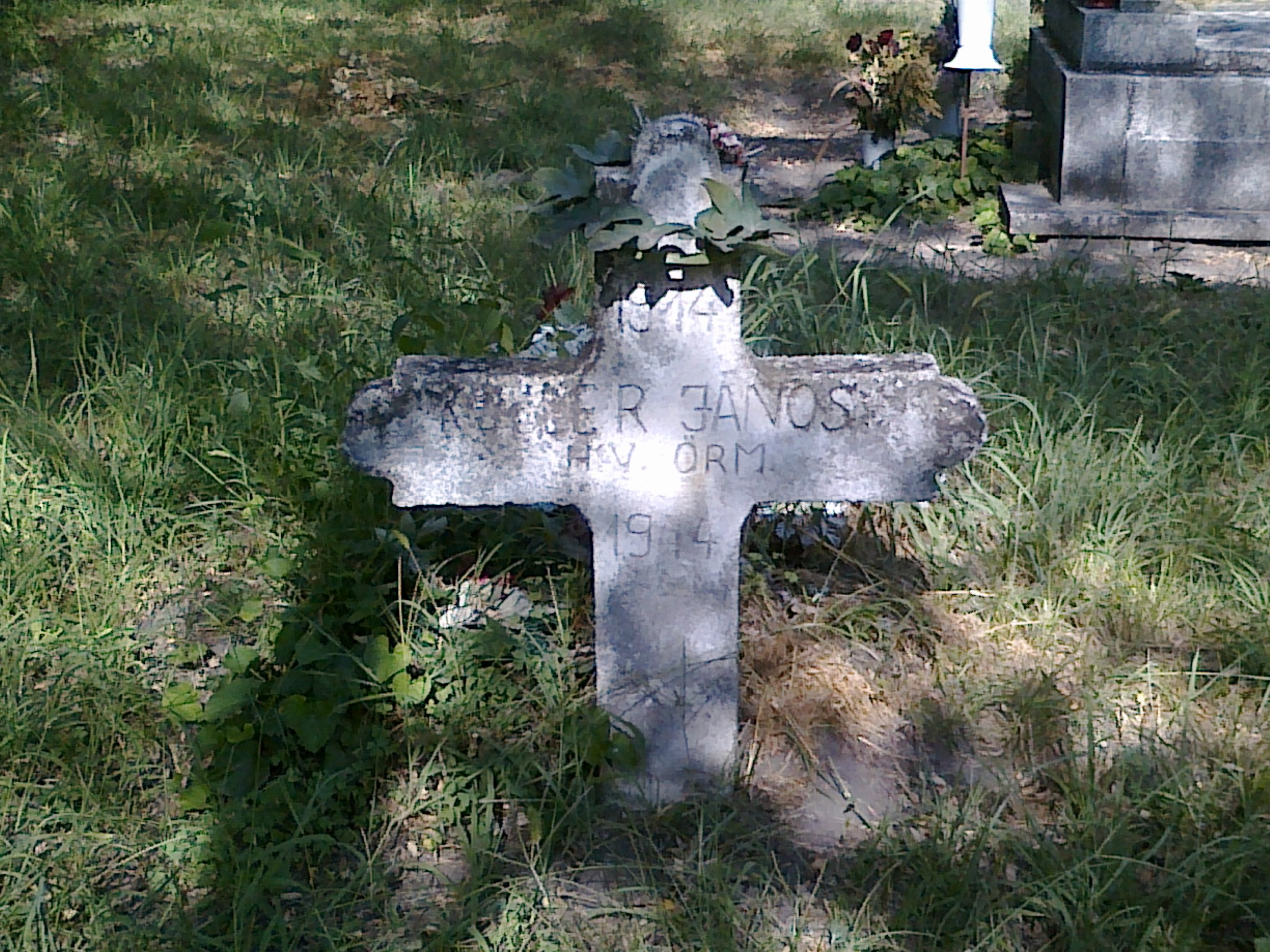
A második világháborús hősi halott, Koller János őrmester sírja
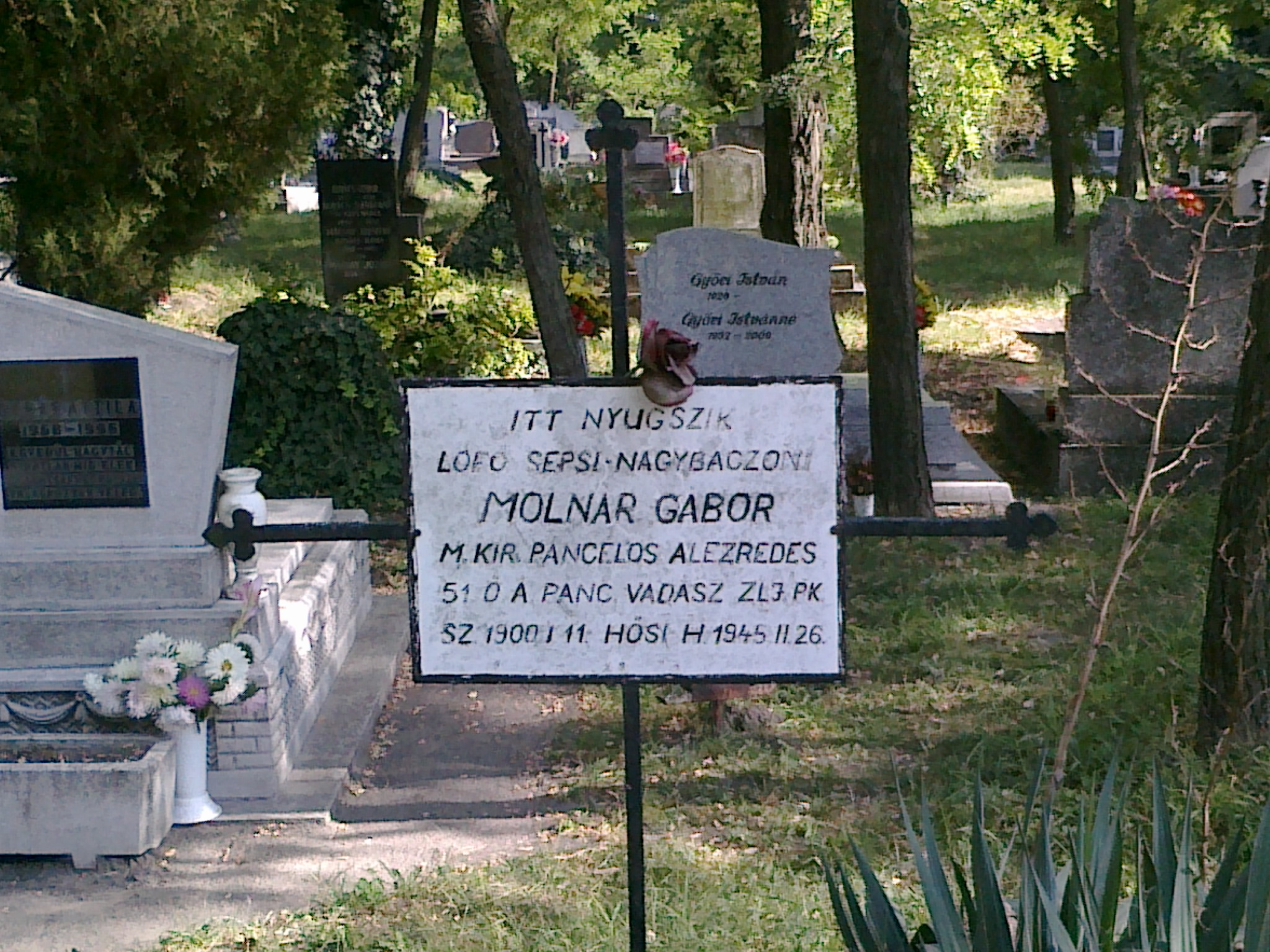
A lófő sepsi-nagybaconi Molnár Gábor páncélos alezredes nyughelye
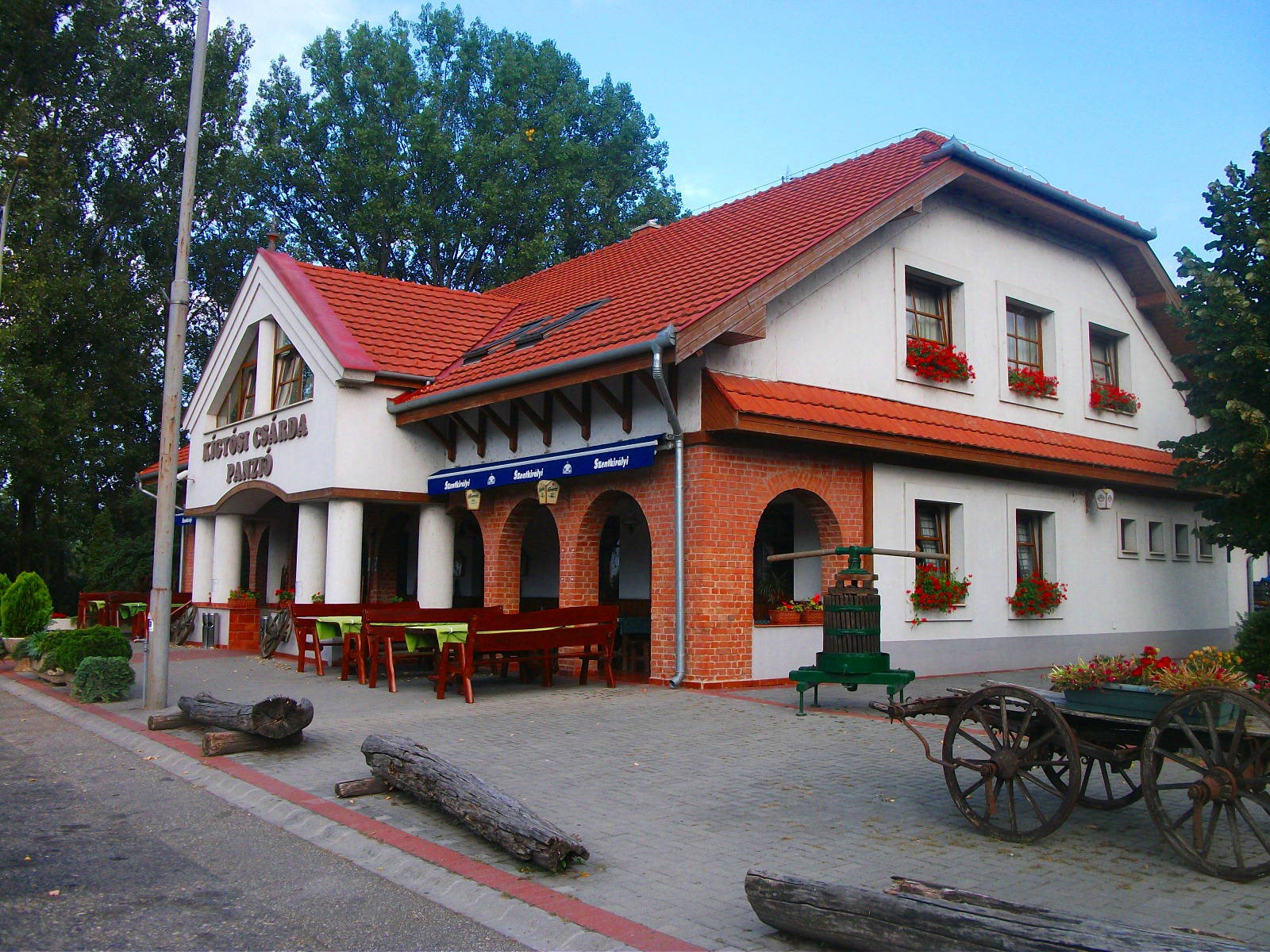
Kígyósi Csárda
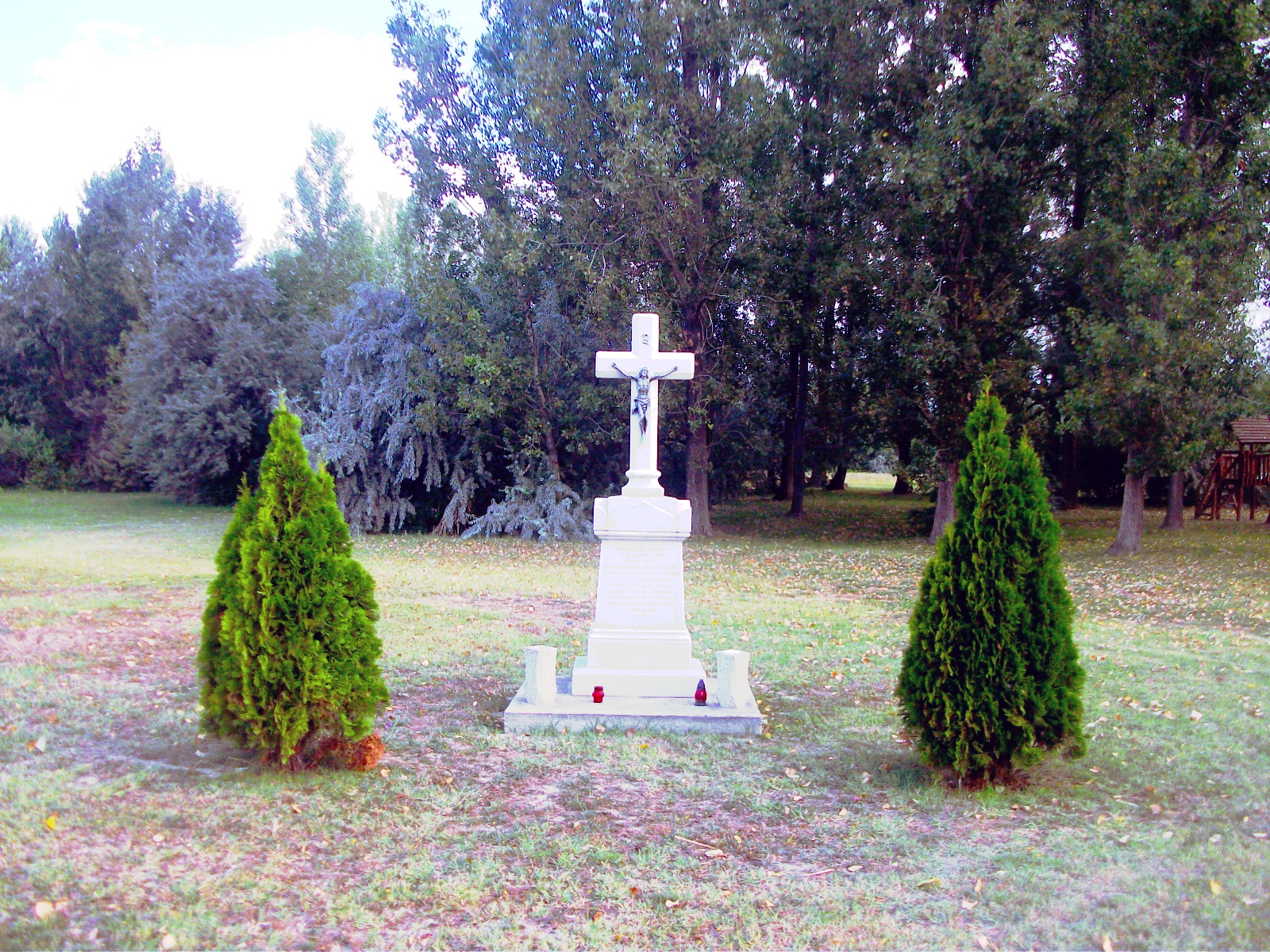
Feszület a Kígyósi Csárdánál
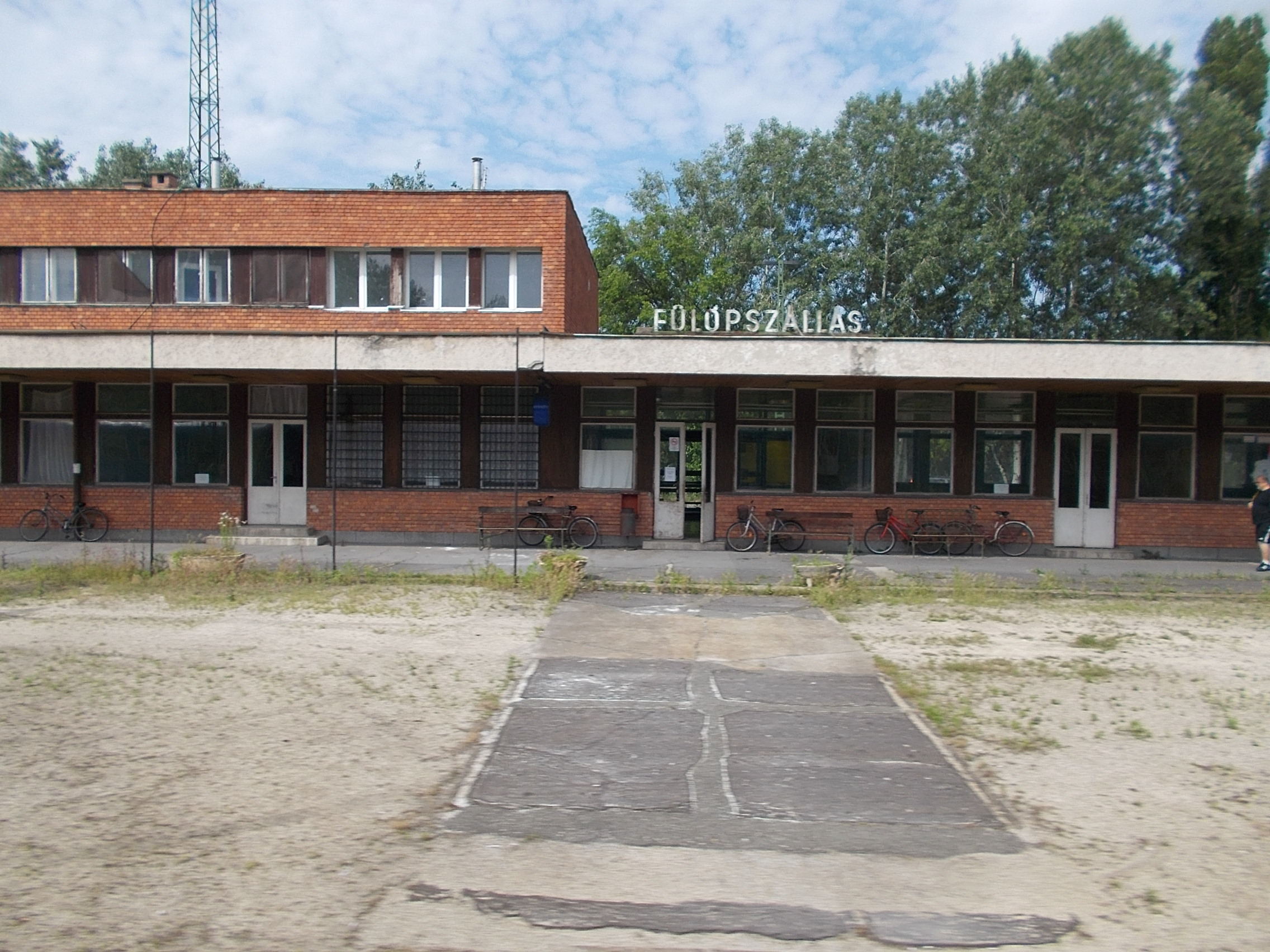
Fülöpszállás vasútállomása